# Вацлав Вільгельм з Роупова
Вацлав Вільгельм з Роупова (чеськ. Václav Vilém z Roupova; нар. д/н — пом. 20 вересня 1641) — державний діяч Богемського королівства, лідера протестантів, діяч початкового періоду Тридцятилітньої війни.

## Життєпис
Походив з заможного чеського шляхетського роду панів з Роупова. Третій син Яна з Роупова і Анни з Вржесовіц. Про дату народження нічого невідомо. Навчався в Італії та Швейцарії. По поверненню успадкував від батька Житенець. Стає прихильником протестантського руху чеських братів.
Зробив гарну кар'єру за часів імператора Рудольфа II, двір якого розташовувався у Празі. У 1609—1611 роках очолював стани Богемського королівства. Стає разом з Вільгельмом Попелем з Лобковіц лідером протестантів Богемії.
1615 року разом з Вільгельмом Попелем з Лобковіц і Яхимом Ондржеєм Шліком вів перемовини з Матвієм I Габсбургом щодо збереження прав протестантів та положень «Грамоти Величності», наданої Богемії попереднім імператором Рудольфом II. У 1617 році разом з Вільгельмом Попелем з Лобковіц очолив спротив намаганню найвищого бургграфа Зденека з Лобковіц затвердити кандидатуру штирійського герцога Фердинадна Габсбурга на трон Богемії за життя імператора Матвія I. Виступав за пріоритет богемських станів на вільне обрання свого короля, а не затвердження.
Згодом став одним з лідерів спротиву королю Фердинанду II. У 1618 році став лідером повстання, що завершилося Празькою дефенестрацією. Очолив уряд королівства — так званий директорат з 30 осіб. Сприяв оголошенню Фердинанда II позбавленим трону Богемії й запрошенню курфюрста Пфальца Фрідріха V Віттельсбаха. 1619 році склав повноваження президента директорії та призначений найвищим канцлером королівства. Після поразки богемських військ у битві на Білій горі втік разом з королем Фрідріхом. Був засуджений до страти й конфіскації маєтків.
У 1631 році разом із саксонським військом повернувся до Праги. Втім того ж року під тиском військ Альбрехта Валленштейна вимушений був разом із саксонцями відступити. З 1632 року мешкав в Дрездені. У 1641 році вдруге повернувся до Богемії, тепер завдяки шведським військам. Помер того ж року в Літомержице.